# Hanna Marklund
Hanna Marklund est une footballeuse internationale suédoise née le 26 novembre 1977 à Skellefteå. Elle fait sa carrière au poste de défenseur.

## Biographie
Hanna Marklund dispute 118 matches avec l'équipe de Suède féminine de football et participe à deux Coupes du monde (2003 et 2007) et deux Jeux olympiques (2000 et 2004).
En 2005, elle remporte le Diamantbollen qui récompense la meilleure footballeuse suédoise de l'année.
Elle annonce sa retraite en 2008.